# 2.43: Seiin Kōkō Danshi Volley-bu
2.43: Seiin Kōkō Danshi Volley-bu (2.43 清陰高校男子バレー部?  anteriormente titulado Nī Ten Yonsan Seiin Kōkō Danshi Barē-bu) es una serie de televisión de anime producida por David Production. Está dirigida por Yukako Kabei y escrita por Aiji Yamakawa. Shueisha ha publicado cinco volúmenes en tres temporadas desde marzo de 2015 bajo su sello Shueisha Bunko. Una adaptación de manga con arte de Yamakawa se serializó en la revista de manga josei de Shueisha, Cocohana, de julio a septiembre de 2018. El manga se suspendió por razones desconocidas. Una adaptación de la serie de televisión de anime de David Production se emitió del 8 de enero al 26 de marzo de 2021 en el bloque NoitaminA.

## Sinopsis
Kimichika Haijima se muda a la prefectura de Fukui debido a problemas con el equipo de voleibol de su escuela secundaria en Tokio, donde pronto se reúne con su amigo de la infancia, Yuni Kuroba. Haijima le menciona a este último que tiene talento para el voleibol a pesar de ser débil bajo presión, por lo que juntos, se convierten en ases en su equipo que competirá en el torneo final antes de graduarse. Tristemente, ambos tienen una fuerte discusión casi al final de la escuela secundaria, por lo que su amistad se torna complicada.   
Más adelante, Kimichika y Yuni, ambos ahora en la preparatoria Seiin, deciden unirse a un club de voleibol, a pesar de su relación algo tensa. Junto con estudiantes de segundo y tercer grado, están trabajando para hacer del Club de Voleibol Seiin una estrella en ascenso en la prefectura de Fukui.

## Personajes
Yuni Kuroba (黒羽祐仁 Kuroba Yuni?)
Seiyū: Junya Enoki
Yuni (o Kuroba lo llaman sus compañeros de equipo) es el mejor amigo de Kimichika (Chika) desde el jardín de infantes, quien originalmente estaba molesto cuando su mejor amigo regresó a la escuela secundaria.
Kimichika Haijima (灰島公誓 Haijima Kimichika?)
Seiyū: Kenshō Ono
Kimichika o Chika es el mejor amigo de Yuni desde la guardería. Chika estuvo involucrado en un escándalo en su escuela secundaria que lo llevó a transferirse de una prestigiosa escuela a la misma escuela que Yuni.
Misao Aoki (青木 操 Aoki Misao?)
Seiyū: Yūichirō Umehara
Shinichiro Oda (小田伸一郎 Oda Shinichiro?)
Seiyū: Kento Itō
Akito Kanno (棺野秋人 Kanno Akito?)
Seiyū: Shouta Aoi
Yusuke Okuma (大隈優介 Okuma Yusuke?)
Seiyū: Subaru Kimura
Mimura Subaru (三村統 Subaru Mimura?)
Seiyū: Kaito Ishikawa
Mitsuomi Ochi (越智光臣 Ochi Mitsuomi?)
Seiyū: Kōhei Amasaki
Naoyasu Uchimura (内村直泰 Uchimura Naoyasu?)
Seiyū: Gakuto Kajiwara
Kazuma Hakao (外尾一馬 Hakao Kazuma?)
Seiyū: Yuu Wakabayashi
Tomoki Kakegawa (掛川智紀 Kakegawa Tomoki?)
Seiyū: Shun Horie
Kohei Tokura (戸倉工兵 Tokura Kōhei?)
Seiyū: Genki Okawa
Issei Asamatsu (朝松壱成 Asamatsu Issei?)
Seiyū: Kaito Takeda
Keita Yanome (矢野目慶太 Yanome Keita?)
Seiyū: Sho Nogami
Yūhi Sawatari (猿渡勇飛 Sawatari Yūhi?)
Seiyū: Kento Shiraishi
Ryūdai Jinno (神野龍大 Jinno Ryūdai?)
Seiyū: Takuya Eguchi
Jungo Takasugi (高杉潤五 Takasugi Jungo?)
Seiyū: Kenjirō Abegawa

## Medios

### Anime
El 1 de noviembre de 2019 se anunció una adaptación de la serie de televisión de anime a través de Twitter. La serie está animada por David Production y dirigida por Yasuhiro Kimura, con Yōsuke Kuroda a cargo de la composición de la serie, Yūichi Takahashi diseñando los personajes y Yugo Kanno componiendo la música. Se emitió del 8 de enero al 26 de marzo de 2021 en el bloque de programación NoitaminA. El tema de apertura es "Paralysis" (麻痺, "Mahi") interpretado por yama, y el tema de cierre es "Ondulación" interpretado por Sōshi Sakiyama (崎山 蒼志, Sakiyama Sōshi). Funimation obtuvo la licencia de la serie y la transmitió en su sitio web en América del Norte y las islas británicas, en el resto de Europa a través de Wakanim y en Australia y Nueva Zelanda a través de AnimeLab. Tras la adquisición de Crunchyroll por parte de Sony, la serie se trasladó a Crunchyroll obteniendo la licencia de la serie fuera de Asia.